# Foka (typ jachtu)
Foka – typ jachtów turystycznych konstrukcji Jerzego Pieśniewskiego. Początkowo produkowany amatorsko, a od wersji II w Stoczni Szczecińskiej im. Leonida Teligi.
Charakteryzuje się małym zanurzeniem oraz niewielką przestrzenią kokpitu.